# Hakuōki
Hakuōki (薄桜鬼 〜新選組奇譚〜, Hakuōki ~Shinsengumi Kitan~) est une série de jeux vidéo développé  par Idea Factory, dont  le premier a été sorti le 18 septembre 2008 au Japon sur PS2. Ensuite, le jeu a été adapté sur PSP en 2009,  puis DS et PS3 en 2010. Il est adapté sur 3DS en novembre 2011.
Il a également été adapté en anime réalisé par Osamu Yamasaki et produit par le studio Deen en 2010. Il est composé de 12 épisodes pour la première saison, de 10 épisodes pour la deuxième saison et de 12 pour la troisième saison. Une série d'OAV est sortie à partir du 5 août 2011. Deux films d'animation, résumant les 2 premières saisons, sont également sortis entre 2013 et 2014.

## Synopsis
1864, au Japon, à la toute fin du Shogunat Tokugawa, Yukimura Chizuru est la fille d'un docteur qui travaille à Edo, Yukimura Kōdō. Un jour, le père part d'Edo, sans sa fille, afin de travailler en tant que médecin volontaire à Kyoto. N'ayant plus de nouvelles depuis un mois, elle décide de se déguiser en garçon et d'aller à Kyoto. Là-bas, pendant la nuit, elle se fait attaquer par des voleurs, ensuite tués par d'étranges guerriers aux cheveux blancs et aux yeux rouges portant les couleurs du Shinsengumi, les Rasetsu (démons sanguinaires originaires du folklore indien). Ceux-ci, devenus fous, attaquent Chizuru, mais elle est sauvée par trois samouraïs appartenant au Shinsen gumi, une force de police spéciale composée de rônin et de samouraïs de faible rang social, mais tous jeunes idéalistes et guerriers talentueux ; ils sont chargés par Matsudaira Katamori, le seigneur d'Aizu et l'Empereur de patrouiller dans les rues de la capitale pour protéger la population des troubles causés par les samouraïs du Domaine de Chōshū et les bandits qui abondent dans les rues. Chizuru se fait enlever, bâillonner et attacher par Okita Sōji la séquestrant dans une chambre du Shinsengumi, ils menacent de la tuer, croyant que Chizuru est un garçon. Elle donne vite son identité et il se trouve qu'ils recherchent la même personne. Ils décident donc de la protéger et de l'aider à retrouver son père. Elle se liera par la suite d'amitié avec eux dans les années qui suivent bien que leur relation ait mal commencé.

## Personnages
La description des personnages est basée sur l'histoire d'anime.

### Personnages principaux
Yukimura Chizuru (雪村 千鶴)
Doubleur : Hōko Kuwashima
Elle est la fille du docteur Yukimura Kōdō et le personnage principal de l'histoire,elle a les cheveux courts attaché en queue de cheval. Ne recevant plus de nouvelle de son père, elle décide d'aller à Kyoto pour le retrouver. C'est là qu'elle rencontre le Shinsengumi qui la sauve. Prise pour un garçon et considérée comme un témoin gênant, le Shinsengumi l'enlève et la séquestre dans ses locaux en la bâillonnant et en la ligotant solidement sur un futon.
Au fil de l'histoire elle se lie d'amitié avec les principaux membres du Shinsengumi et les aidera en tant qu'infirmière, messagère ou adjointe d'état major. Lorsqu'ils apprennent qu'elle est en fait une Oni, ils n'en sont que plus motivés à la protéger.
Elle est assez choquée de découvrir sa vraie nature. En effet, elle est la descendante de la plus grande famille oni de l'Est (qui avait disparu). Plus tard elle fera don de son sang à Hijikata Toshizo pour qu'il étanche sa soif (le sang d'Oni permet à ceux qui ont pris "Le Médicament" de vivre plus longtemps). Elle tombera peu à peu amoureuse de Toshi.
Hijikata Toshizō (土方 歳三)
Doubleur : Shinichiro Miki
Il est le vice-capitaine du Shinsengumi, il a les cheveux noirs, long et attaché en queue de cheval dans les saisons 1 et 3 puis court dans la saison 2. Considéré comme le bushi ayant fait le plus de morts selon Miyamoto Musashi lui-même, Toshizo est un guerrier puissant et craint qui deviendra rapidement le protecteur de Chizuru, et son principal amant. Il fait tout pour réaliser ses convictions mais reste un bon chef et est toujours inquiet de l'état de ses subordonnés, même si sa manière de les protéger reste détournée.
Après la mort de Kondo, il deviendra le Capitaine de Shinsengumi. Durant un combat contre Kazama, afin de protéger Chizuru, il se voit contraint de boire le "Médicament". Une fois à Enzo, Chizuru deviendra son assistante attitrée.
A contre cœur, il boit le sang de Chizuru à deux reprises à cause de ses pulsions vampiriques. À la fin de la saison 2, il lui révèle ses sentiments.
À la fin de l'épisode final après avoir battu l'Oni Kazama et grièvement blessé par balle, il s'effondrera dans les bras de Chizuru, sans savoir s´il est mort ou non. Historiquement, il est mort des suites d’une blessure par balle.
Okita Sōji (沖田 総司)
Doubleur : Shōtaro Morikubo
Il est le chef de la première division, il a les cheveux bruns et court. Il n'a pas l'air de tenir beaucoup à la vie des autres : au début, il ne s'intéresse pas à Chizuru, disant qu'il serait plus simple de la tuer tout de suite pour ne pas avoir de témoin. Mais au fur et à mesure, une certaine relation de complicité les unit. Mais, il contracte la tuberculose l'obligeant ainsi à prendre "Le Médicament" et devenant un rasetsus. Il est entièrement dévoué à Kondo, allant jusqu'à imiter sa coiffure.
Dans l'anime, lors de l'épisode 6 de la saison 2, il meurt en se battant pour protéger la ville où se trouve Hijikata, nouveau dirigeant du Shisengumi depuis la mort de Kondō. Quand Hijikata et Chizuru arrivent vers le lieu de la bataille, ils n'y trouvent que les cadavres des assassins et le katana de Sōji dont les cendres se sont dispersés dans le vent. (Les rasetsus à leur morts redeviennent cendre.)
Saitō Hajime (斎藤 一)
Doubleur : Kōsuke Toriumi
Il est le chef de la Troisième division, il a les cheveux violet mi long dans les saisons 1 et 3 puis les cheveux court dans la saison 2. C'est un puissant samouraï. Impatient, il est assez taciturne et n'aime pas être gêné lors de ses missions. Aussi, il semble ne pas apprécier l'ingérence de Chizuru dans les combats du Shinsengumi. Malgré cela, il est toujours là pour ses amis et sauvera Chizuru à de nombreuses reprises. Il sert également souvent d'espion pour le compte de Toshi, et le remplacera d'ailleurs en tant que Capitaine quand ce dernier sera blessé.
Dans la deuxième saison, il se fait réprimander par les soldats de Aizu sur sa tenue trop légère (tenue occidentale) et sur le fait qu'il porte ses katanas à droite et non à gauche. Mais, malgré cela, il obtient le respect de ses hommes en les protégeant lors d'un combat. Quelque temps plus tard, afin de permettre à Toshi, Chizuru et les troupes de s'enfuir, il décide de rester combattre à Aizu. On ne dit pas s’il y est mort ou non mais historiquement, il a vécu jusque vieux.
Saito est l'un des seuls personnages à ne pas avoir pris "Le Médicament".
Tōdō Heisuke (藤堂 平助)
Doubleur : Hiroyuki Yoshino
Il est le capitaine de la Huitième division il a les cheveux bruns et longs dans les saisons 1 et 3 puis court dans la saison 2. Il est plutôt extraverti et se lie facilement d'amitié avec les gens et demande très vite à Chizuru de l'appeler par son prénom. C'est le plus jeune du Shinsengumi (c'est d'ailleurs une des raisons pour laquelle il veut que Chizuru l'appelle par son prénom).
Il meurt en se battant contre les Onis du père de Chizuru. Ayant pris "Le Médicament", il épuise toute sa force vitale et tombe en poussière. Dans ses derniers instants, il cherche l'approbation de Toshi en lui demandant s'il a bien servi durant les combats.
Harada Sanosuke (原田 左之助)
Doubleur : Kōji Yusa
Il est le capitaine de la Dixième division il a les cheveux rouge et court. Il embête souvent Heisuke sur sa taille et n'apprécie pas que celui-ci le traite de "vieux". Contrairement à ses compagnons qui manient le sabre, il se sert généralement d'une lance lors de ses combats. Sous ses airs un peu mal dégrossis, il est sensible et essayera de remonter le moral à Chizuru lorsque celle-ci sera déprimée.
Dans l'anime épisode 6 de la saison 2, on apprend qu'il a disparu sans laisser de trace à la suite du combat aux côtés de Shiranui pour exterminer les Ratetsu commandé par Kōdō. Historiquement, il a vécu jusque vieux.
Kazama Chikage (風間 千景)
Doubleur : Kenjiro Tsuda
Le principal antagoniste de l'histoire, c'est un puissant Oni. Se voyant lui-même comme un bushi, son arme de prédilection est le sabre long japonais. Il semble qu'il veuille kidnapper Chizuru. En effet, en tant que Oni-femelle de sang pur (rare), l'enfant qu'elle pourrait engendrer avec lui (deux sangs purs) deviendrait un être très puissant pouvant être utilisé comme une arme. C'est donc la seule raison pour laquelle Kazama s'attaque au Shinsengumi. Rival de Toshi, il cherche constamment le combat avec lui. À cause de leur rivalité et de l'antagonisme entre les vrais Oni d'essence divine et les Rasetsu, pâles copies engendrées par les humains, il débat souvent avec ses adversaires. Il finit par reconnaître Toshi comme un véritable Oni pour sa valeur au combat pendant l'épisode final, avant de se faire tuer (c'est de là que vient le titre de la série, Hakuouki). Quand Kazama prend sa véritable apparence, il est doté de cornes, ses cheveux sont blancs et ses yeux rouges prennent une couleur dorée.

### Personnages secondaires

#### Shinsengumi
Kondō Isami (近藤 勇)
Doubleur : Tōru Ōkawa
Il est le capitaine du Shinsengumi, il a les cheveux noirs et court . Au début, il se fait bien sûr berner et pense que Chizuru est un garçon mais quand il apprend que c'est une fille il devient beaucoup plus gentil à son égard. Afin de permettre à Toshi, Chizuru et quelques soldats de s'enfuir pour rejoindre les autres, il se livre aux ennemis, courant ainsi à sa perte. Toshi s'en voudra longtemps de l'avoir laissé se livrer.
Dans l'anime, à l'épisode 6 de la saison 2, il mourut décapité n'ayant pas reçu l'honneur de pouvoir se faire seppuku car il est le fils d'un paysan.
Sannan Keisuke (山南 敬助)
Doubleur : Nobuo Tobita
Il est officier d'état major (sambo) au Shinsengumi,il a les cheveux noirs et long .Il fut blessé au bras gauche, l'empêchant d'utiliser son katana de façon optimale, puisque c'est une arme qui se manie à deux mains.
Il est très intelligent et reprendra les recherches du père de Chizuru sur "l'Ochimizu" en l'améliorant. Il est d’ailleurs totalement obsédé par ce médicament, allant jusqu'à créer une armée de "humain/oni". Il a un comportement suspect, et mènera un double jeu entre le Shinsengumi et le père de Chizuru. Il meurt en même temps que Heisuke, pour la même raison. Au moment de mourir, il confie Toshi à Chizuru.
Nagakura Shinpachi (永倉 新八)
Doubleur : Tomohiro Tsuboi
Il est le capitaine de la Seconde division, il a les cheveux court et brun. Avec Sanosuke, il aime embêter Heisuke avec qui il s'entend très bien. C'est un grand mangeur qui n'hésite pas à se servir dans l'assiette de son voisin pour être rassasié, il le fera d'ailleurs à plusieurs reprises.Il aime beaucoup Chizuru même quand il apprend qu'elle est un démon.
À la fin, on ne sait pas ce qu'il devient puisqu'il a quitté le Shinsengumi. Historiquement, tout comme Saito et Harada, il est un des rares mêmes membres du Shinsengumi à avoir vécu vieux. On le revoit une fois, sauvant Toshi des flammes.

#### Autres
Yukimura Kōdō (雪村 綱道)
Doubleur : Ryūgo Saito
C'est le père de Chizuru, il est chauve. Il est à l'origine de l'Ochimizu qui transforme les membres du Shinsengumi en rasetsu. Il a disparu un mois avant le début de l'histoire.
À l'origine, l'Ochimizu apparaît dans le Kojiki où il est en possession de Tsukiyomi. Cela semble être une sorte de liquide magique capable de rendre immortel. Dans la série, elle est associée à l'Elixir (Al'Iksir) distillée à partir de la Pierre Philosophale, une panacée qui rend immortel. Mais dans la série, en réalité, il s'agit d'une drogue sous forme liquide, qui permet à celui qui la consomme de brûler une partie essentielle, limitée et non réapprovisionnable, de ses réserves d'énergie vitale. En échange de cela et d'une douleur terriblement intense capable de rendre fou et assoiffé de sang, l'Ochimizu fournit temporairement les pouvoirs d'un Oni, c'est-à-dire une force, une endurance et une régénération améliorées
Plus tard, il réapparait, contrôlant une armée entière de mi-humains, mi-oni. Il espère ainsi reconstruire le clan Yukimura et permettre le règne des Onis. Il fut tué en voulant protégeant Chizuru des rasetsu.
Amagiri Kyūju (天霧 九寿)
Doubleur : Ryū Yamaguchi
Camarade de Kazama,il a les cheveux court et brun il travaille pour le clan Satsuma et est donc avec le Shinsengumi. C'est un Oni spécialisé dans le combat au corps à corps. Courtois dans sa façon de parler et doué d'un grand "self-control", il préfère éviter les combats inutiles. C'est la force brute retenue dans un carcan de bonnes manières.
Shiranui Kyō (不知火 匡)
Doubleur : Hiroaki Yoshida
Un Oni,il a les cheveux long et  violet, compagnon de Kyuju et Kazuma, Shiranui est un patriote plus qu'enthousiaste de la gâchette (quoique méprisant l'usage des nihontô). On le rencontre pour la première fois lors de la bataille du grand incendie de Kyoto. Son style de combat souple évoque celui d'un acrobate, et son arme de prédilection est un revolver.
Si lui et Sanosuke ont un niveau de combat égal et si aucune circonstance particulière ne vient le favoriser, un épéiste ne peut pas battre un lancier. Aussi, la relation entre une arme de corps à corps et un revolver est semblable, et la distance donne l'avantage aux armes à feu. C'est sur ce débat agressif qu'il commence une relation de rivalité avec Sanosuke, par la suite ils se retrouveront à combattre dans le même camp à maintes reprises.
Il disparait avec Harada à la fin de l'épisode 6 de la saison 2. On ne sait pas ce qu'il est devenu, comme Sanosuke il est blessé lors de sa disparition.
Nagumo Kaoru (南雲 薫)
Doubleur : Hasumi Ito
Frère jumeau de Chizuru,il a les cheveux bruns, il combat dans le seul but de la récupérer, tout d’abord pour se venger de ce qu’il a vécu enfant puis pour reconstituer la lignée de démon Yukimura. Il semble tiraillé entre l’amour et le manque de sa sœur et la haine qu’il éprouve à son égard, elle qui a eu la chance d’avoir une enfance joyeuse après leur séparation contrairement à lui. La première fois qu'on le rencontre il est travesti, mais lors de la saison 2 il reprendra son look masculin. Kaoru porte un sabre long qui va de pair avec le sabre court de Chizuru, tous deux formant les armes ancestrales, héritages de la lignée Yukimura.
Il meurt lors d'un combat contre Sôji. Alors que Sôji avait l'avantage, il est pris d'une violente quinte de toux et s'effondre en crachant du sang. Riant du sort des faibles, Kaoru voulut profiter de l'occasion pour l'achever, mais Kazama, furieux que celui-ci bafoue la fierté du peuple Oni ainsi que l'honneur de la famille Yukimura, lui porte une estocade mortelle. Le jumeau de Chizuru périt alors dans l'agonie du corps et de l'esprit, torturé par le fait que sa sœur jumelle l'ait rejeté au profit du Shinsengumi.

## Anime
La première saison se nomme Hakuōki ~Shinsengumi kitan~ (薄桜鬼 〜新選組奇譚〜) et pour la deuxième saison, Hakuōki ~Hekketsuroku~ (薄桜鬼 〜碧血録〜).

### Saison 1: Shinsengumi kitan
| No | Titre français                 | Titre japonais | Titre japonais       | Date de 1re diffusion |
| No | Titre français                 | Kanji          | Rōmaji               | Date de 1re diffusion |
| -- | ------------------------------ | -------------- | -------------------- | --------------------- |
| 1  | La Capitale Enneigée           | 雪華の都       | Sekka no Miyako      | 4 avril 2010          |
| 2  | Les Flammes De l'agitation     | 動乱の火蓋     | Dōran no Hibuta      | 11 avril 2010         |
| 3  | Fleur Florissant Au Crépuscule | 宵闇に咲く華   | Yoiyami ni Saku Hana | 18 avril 2010         |
| 4  | Le Visiteur Des Ténèbres       | 闇より来る者   | Yami yori Kuru Mono  | 25 avril 2010         |
| 5  | Épées Rivales                  | 相克せし刃     | Sōkoku seshi Yaiba   | 2 mai 2010            |
| 6  | La Voie Du Démon               | 鬼の命脈       | Oni no Meimyaku      | 9 mai 2010            |
| 7  | Les Chaines Du Destin          | 桎梏の運命     | Shikkoku no Unmei    | 16 mai 2010           |
| 8  | Bref Rêve                      | あさきゆめみし | Asaki Yumemishi      | 23 mai 2010           |
| 9  | Les Traces d'un Carnage        | 修羅の轍       | Shura no Wadachi     | 30 mai 2010           |
| 10 | Où Les Liens Nous Mènent       | 絆のゆくえ     | Kizuna no Yukue      | 6 juin 2010           |
| 11 | Déchus                         | 零れ落ちるもの | Koboreochiru mono    | 13 juin 2010          |
| 12 | La tranche du katana           | 剣戟の彼方     | Kengeki no Kanata    | 13 juin 2010          |

### Saison 2: Hekketsuroku
| No                                                     | Titre français                          | Titre japonais   | Titre japonais           | Date de 1re diffusion |
| No                                                     | Titre français                          | Kanji            | Rōmaji                   | Date de 1re diffusion |
| ------------------------------------------------------ | --------------------------------------- | ---------------- | ------------------------ | --------------------- |
| 0                                                      | Souvenirs de Kyoto                      | 京都回想録       | Kyōto kaisō-roku         | 3 octobre 2010        |
| Note : Cet épisode est un récapitulatif de la saison 1 |                                         |                  |                          |                       |
| 1                                                      | Tel Un Enfer                            | 焔の如く         | Homura no Gotoku         | 10 octobre 2010       |
| 2                                                      | Le Couloir Du Revers                    | 蹉跌の回廊       | Satetsu no Kairō         | 11 octobre 2010       |
| 3                                                      | Un Visage Lointain                      | 遠き面影         | Tooki Omokage            | 18 octobre 2010       |
| 4                                                      | Loyauté Éternelle                       | 誠心は永遠に     | Seishin wa Towa ni       | 25 octobre 2010       |
| 5                                                      | Instants Éphémères                      | 玉響の夢         | Tamayura no Yume         | 1er novembre 2010     |
| 6                                                      | L'aveuglante Lumière Du Jour            | 輝ける暁光       | Kagayakeru Gyōkō         | 8 novembre 2010       |
| 7                                                      | La lame de la voie divine               | 天道の刃         | Tendō no Yaiba           | 15 novembre 2010      |
| 8                                                      | L'évanouissement Des Fleurs De Cerisier | 散ずる桜花       | Chizuru Ouka             | 22 novembre 2010      |
| 9                                                      | L'éclosion De La Fleur De L'incertitude | 雪割草の花咲きて | Yukiwarisō no Hanasakite | 29 novembre 2010      |
| 10                                                     | Le Sakura Immaculé Des Rêves            | 夢幻の薄桜       | Mugen No Hakuō           | 6 décembre 2010       |

### OAV
Une série d'OAV intitulé Hakuōki Sekka-roku (薄桜鬼 雪華録), qui est composée de 6 chapitres (épisodes), est sortie depuis le 5 août 2011.
- Chapitre 1 ~ Okita Sōji ~ : le 5 août 2011
- Chapitre 2 ~ Saitō Hajime ~ : le 26 août 2011
- Chapitre 3 ~ Harada Sanosuke ~ : le 30 septembre 2011
- Chapitre 4 ~ Tōdō Heisuke ~ : le 28 octobre 2011
- Chapitre 5 ~ Hijikata Toshizō ~ : le 25 novembre 2011
- Chapitre 6 ~ Kazama Chikage ~ : le 27 juillet 2012

### Saison 3: Reimeiroku
Episode 1 : L'aube des guerriers divins
Episode 2 : Dirigé par le destin
Episode 3 : Règles pour une meute de loups
Episode 4 : La lame trempée dans le sang
Episode 5 : Escaliers vers le ciel bleu
Episode 6 : Hurlements des ténèbres
Episode 7 : Serment sur le vent qui souffle sur l'herbe
Episode 8 : Les anneaux de Pandemonium
Episode 9 : La lumière d'une épée étincelante
Episode 10 : La balise brûle avec éclat 
Episode 11 : Une nuit remplie de fleurs au clair de Lune
Episode 12 : La grande aube